# Соня Скарлет
Соня Скарлет (англ. Sonya Scarlet), урождённая Соня Сиккарди (итал. Sonia Siccardi, родилась 2 апреля 1980 года) — итальянская рок-певица, вокалистка готик-метал-группы Theatres des Vampires.

## Биография
Занималась танцами с 4 лет в Национальной музыкальной академии Санта-Чечилия, позже занялась оперным вокалом. С 1999 года была бэк-вокалисткой в группе вместе с ещё одной певицей, Жюстин (ушла из группы в 2002 году). С 2004 года после ухода Лорда Вампира из группы является бессменным лидером коллектива.
Соня является автором ряда песен: её имя числится в списке авторов песен альбома Desire Of Damnation. В 2008 году из-за нервного срыва Соня временно прекратила выступать в группе, вернувшись туда после отдыха. Известна своим эпатажным образом, привлекающим фанатов и вызывающим порой скандальные события с участием группы. По воспоминаниям Сони, однажды в Италии после концерта, прошедшего рядом со школой, один из священников вынужден был проводить обряд экзорцизма; в Германии перед концертом группа завезла бутафорскую кровь, которую проверяла полиция; в России же после одного из концертов группа переборщила с алкогольными напитками и целую ночь не могла найти гостиницу, в которой остановилась.
Муж — Билли Т. Купер (свадьба состоялась 25 сентября 2013 года).

## Дискография

### Theatres des Vampires
- Bloody Lunatic Asylum (2001)
- Iubilaeum Anno Dracula 2001
- Suicide Vampire (2002)
- Vampyrìsme (2003)
- Nightbreed Of Macabria (2004)
- Pleasure and Pain (2005)
- The Addiction Tour (2006)
- Desire of Damnation (2007)
- Anima Noir (2008)
- Moonlight Waltz (2011)
- Moonlight Waltz Tour 2011 (2012)
- Candyland (2016)
- In Nomine Sanguinis (2021)

### Другие коллективы
- 100% Hell (2006) (Necrodeath)
- Existence (2010) (Beto Vázquez Infinity)
- Clubbers Die Younger (2012) (Alien Vampires)